# Клеша
Кле́ша (санскр. क्लेश, IAST: kleśa, пали kilesa, «бедствие, страдание») — одно из фундаментальных понятий в буддизме. Клеша обуславливает омрачение сознания, его загрязнение, аффект. Этим понятием обозначают эмоциональную окрашенность восприятия мира эгоцентрированным сознанием, мешающую ощущать мир таким, какой он есть в действительности.
В «Виттхупама-сутте» («Пример с тканью», МН 7) перечисляется 16 загрязнений ума:
- Алчность и нечестивая жадность.
- Недоброжелательность.
- Злость.
- Негодование.
- Презрение.
- Нахальство.
- Зависть.
- Скупость.
- Лживость.
- Притворство.
- Упрямство.
- Соперничество.
- Самомнение.
- Надменность.
- Тщеславие.
- Небрежность[1].

В «Патичча самуппада сутте» («Зависимое возникновение», СН 12.1) главным омрачением ума и причиной, ведущей в итоге к рождениям и смертям в сансаре, названо неведение (пали авиджа; санскр. авидья).
В тантре часто выделяют следующие пять основных клеш или пять «ядов»:
- Неведение.
- Страсть и жадность.
- Ненависть и гнев.
- Гордость.
- Зависть.

В «Абхидхарме», а также в комментариях, называются 10 видов загрязнений:
- Жажда, вожделение (лобха).
- Злоба (доса).
- Невежество (моха).
- Самомнение (мана).
- Неправильные воззрения (диттхи).
- Сомнение, неуверенность (вичикиччха).
- Лень, апатия (тхина).
- Возбужденность, неугомонность (уддхачча).
- Бесстыдство (ахирика).
- Безрассудство (аноттаппа, отсутствие боязни совершить плохой поступок)[6].

Также, в Абхидхарме выделяется 25 малых или сопутствующих клеш: гнев, голод (вожделение), страх, скрытность, состояние, называемое «пламенеть душой», зависть, жадность, иллюзия, ложное видение, ложь, горделивость, внушение страха, нескромность, состояния, называемые «уязвить и терзать», утомляемость (лень), неверие (недоверчивость), невыдержанность, аморальность, невнимательность, непредупредительность, забывчивость, непонятливость, пребывание в смятении.
В «Акусала мула сутте» («Неблагие корни», АН 3.69) все омрачения ума сводятся к трем неблагим корням:
- Неблагой корень жажды (вожделения) (лобха).
- Неблагой корень злобы (доса).
- Неблагой корень заблуждения (моха)[7].

В «Ниббана паньха сутте» («Вопрос о ниббане», СН 38.1) говорится, что уничтожение жажды (вожделения), уничтожение злобы, уничтожение заблуждения называется ниббаной.

## Метафора
Буддолог В. П. Андросов в одной из своих последних рецензий указывал, что он всё более уверен в том, что клешу можно перевести на русский язык как «клеща, отравляющего сознание ядом». И когда такой клещ кого-то кусает, отмечал Андросов, сначала возникает краткая боль от укуса или аффект, а затем в организм или же в сознание попадает яд, «излечиться от которого крайне сложно, а порою осложнения сказываются всю жизнь».
В санскритском слове «kleśa» палатальный звук ś (в «Санскритско-русском словаре» В.А. Кочергиной обозначен как ç) близок к русскому мягкому краткому «ш'», как, например, в словах «сообщник», «общность». В. П. Андросов считал, что наиболее точная транслитерация этого слова — «клеща», что созвучно с русским словом.